# Diocesi di Guaranda
La diocesi di Guaranda (in latino Dioecesis Guarandensis) è una sede della Chiesa cattolica in Ecuador suffraganea dell'arcidiocesi di Quito. Nel 2023 contava 168.796 battezzati su 209.933 abitanti. È retta dal vescovo Hermenegildo José Torres Asanza.

## Territorio
La diocesi comprende la provincia di Bolívar.
Sede vescovile è la città di Guaranda, dove si trova la cattedrale di San Pietro.
Il territorio è suddiviso in 24 parrocchie.

## Storia
La diocesi è stata eretta il 29 dicembre 1957 con la bolla Qui iuxta di papa Pio XII, ricavandone il territorio dalla diocesi di Riobamba.
Originariamente suffraganea dell'arcidiocesi di Cuenca, l'11 settembre 1961 in forza della bolla Venerabilis Fratris di papa Giovanni XXIII è entrata a far parte della provincia ecclesiastica dell'arcidiocesi di Quito.

## Cronotassi dei vescovi
Si omettono i periodi di sede vacante non superiori ai 2 anni o non storicamente accertati.
- Gilberto Tapia † (10 dicembre 1957 - 1958 dimesso)
- Cándido Rada Senosiáin, S.D.B. † (31 marzo 1960 - 24 maggio 1980 ritirato)
- Raúl Holguer López Mayorga (24 maggio 1980 succeduto - 18 giugno 1990 nominato vescovo di Latacunga)
- Miguel Ángel Aguilar Miranda † (11 aprile 1991 - 14 febbraio 2004 nominato ordinario militare dell'Ecuador)
- Ángel Polibio Sánchez Loaiza (25 novembre 2004 - 20 luglio 2013 nominato vescovo di Machala)
  - Marcos Aurelio Pérez Caicedo (14 settembre 2013 - 24 giugno 2014 cessato) (amministratore apostolico)
- Skiper Bladimir Yánez Calvachi (24 giugno 2014 - 27 marzo 2018 nominato vescovo di Babahoyo)
- Hermenegildo José Torres Asanza, dal 4 ottobre 2018

## Statistiche
La diocesi nel 2023 su una popolazione di 209.933 persone contava 168.796 battezzati, corrispondenti all'80,4% del totale.
| anno | popolazione | popolazione | popolazione | presbiteri | presbiteri | presbiteri | presbiteri                | diaconi | religiosi | religiosi | parrocchie |
| anno | battezzati  | totale      | %           | numero     | secolari   | regolari   | battezzati per presbitero | diaconi | uomini    | donne     | parrocchie |
| ---- | ----------- | ----------- | ----------- | ---------- | ---------- | ---------- | ------------------------- | ------- | --------- | --------- | ---------- |
| 1966 | 160.500     | 165.000     | 97,3        | 48         | 41         | 7          | 3.343                     |         | 7         | 116       | 20         |
| 1970 | 180.000     | 188.000     | 95,7        | 33         | 29         | 4          | 5.454                     |         | 5         |           | 20         |
| 1976 | 206.000     | 208.000     | 99,0        | 24         | 22         | 2          | 8.583                     |         | 2         | 45        | 22         |
| 1980 | 175.000     | 180.000     | 97,2        | 31         | 25         | 6          | 5.645                     |         | 8         | 42        | 25         |
| 1990 | 202.000     | 212.893     | 94,9        | 31         | 21         | 10         | 6.516                     |         | 10        | 65        | 23         |
| 1999 | 164.607     | 173.271     | 95,0        | 32         | 24         | 8          | 5.143                     |         | 8         | 62        | 23         |
| 2000 | 170.316     | 179.280     | 95,0        | 34         | 26         | 8          | 5.009                     |         | 8         | 62        | 24         |
| 2001 | 171.658     | 180.784     | 95,0        | 33         | 27         | 6          | 5.201                     | 1       | 9         | 62        | 26         |
| 2002 | 176.053     | 185.318     | 95,0        | 34         | 28         | 6          | 5.178                     | 1       | 9         | 70        | 26         |
| 2003 | 161.118     | 169.370     | 95,1        | 36         | 30         | 6          | 4.475                     | 1       | 10        | 78        | 28         |
| 2004 | 164.341     | 181.011     | 90,8        | 35         | 30         | 5          | 4.695                     | 1       | 9         | 80        | 29         |
| 2006 | 162.100     | 188.500     | 86,0        | 30         | 26         | 4          | 5.403                     |         | 8         | 65        | 30         |
| 2013 | 181.246     | 183.641     | 98,7        | 35         | 31         | 4          | 5.178                     | 6       | 7         | 59        | 29         |
| 2016 | 165.827     | 192.821     | 86,0        | 32         | 28         | 4          | 5.182                     |         | 7         | 64        | 29         |
| 2019 | 176.931     | 194.353     | 91,0        | 34         | 28         | 6          | 5.203                     |         | 9         | 58        | 29         |
| 2021 | 169.763     | 211.142     | 80,4        | 32         | 27         | 5          | 5.305                     |         | 9         | 51        | 30         |
| 2023 | 168.796     | 209.933     | 80,4        | 34         | 26         | 8          | 4.964                     |         | 11        | 53        | 24         |